# بيت الحكومة (بريزبن)
بيت الحكومة (بالإنجليزية: Government House)‏، هو المقر الرسمي لحاكم كوينزلاند في مدينة بريزبن بولاية كوينزلاند، أستراليا، ويقع في ضاحية بادينغتون في بريزبين.